# RockMelt
RockMelt è stato un browser web sociale basato su Chromium. È supportato dal fondatore di Netscape, Marc Andreessen. Il primo rilascio, accessibile su invito, è stato pubblicato l'8 novembre 2010.  È caratterizzato da una profonda integrazione con i servizi di social networking e con quelli di aggregazione di notizie. In particolare la finestra di visualizzazione viene arricchita con due colonne laterali chiamate edge. In quella di sinistra compare un elenco accessibile di contatti di Facebook, mentre in quella di destra viene visualizzato un elenco grafico di feed che può essere personalizzato.
Nel 2013, RockMelt ha subito drastici cambiamenti. Non si presenta più, infatti, come browser social, bensì come contenitore di notizie esclusivamente web-based, in stile Pinterest.
Nell'agosto del 2013 viene acquisito da Yahoo per circa 70 milioni di dollari.